# Carole Fréchette
Pour les articles homonymes, voir Fréchette.
Carole Fréchette est une auteure dramatique québécoise, née à Montréal en 1949.  
Après des études de comédienne à l’École nationale de théâtre du Canada, Carole Fréchette se tourne vers l’écriture dramatique au milieu des années 1980. Son répertoire compte une quinzaine de pièces parmi lesquelles Les Quatre morts de Marie, Les Sept Jours de Simon Labrosse, Le Collier d’Hélène, Jean et Béatrice, La petite pièce en haut de l’escalier, Je pense à Yu. Son théâtre, traduit en une vingtaine de langues, est joué à travers le monde.

## Biographie
Née à Montréal en 1949, Carole Fréchette est admise à l'École nationale de théâtre en 1970, où elle reçoit une formation d’actrice pendant trois ans, . Dès sa sortie de l’École, elle s’intéresse au mouvement de théâtre politique et de création collective qui fleurit à cette époque au Québec. Elle joint, en 1974, la troupe féministe Le Théâtre des Cuisines, avec laquelle elle participe notamment à la création de trois spectacles : Nous aurons les enfants que nous voulons (sur le droit à l'avortement), Moman travaille pas, a trop d’ouvrage et As-tu vu ? Les maisons s’emportent!. Elle connaît au cours de cette période ses premières expériences d’écriture, participant à l’élaboration collective des textes.  Au tournant des années 1980, elle quitte le Théâtre des Cuisines et entreprend une maîtrise en art dramatique à l’Université du Québec à Montréal ; c’est dans le cadre de ces études de maîtrise qu’elle  signe sa première pièce solo : Baby Blues,. 
Baby Blues est créée au Théâtre d'Aujourd'hui à Montréal en 1989. Sa seconde pièce, Les Quatre morts de Marie,  publiée aux éditions des  Herbes Rouges, remporte en 1995 le Prix littéraire du Gouverneur Général.  Cette pièce constitue la véritable entrée en scène de Carole Fréchette comme dramaturge; elle est d’abord créée en anglais à Toronto en 1997, puis en français  à Montréal et à Paris, en 1998. La même année, sa pièce La Peau d’Élisa est créée à Montréal.
Depuis, les pièces de Carole Fréchette ont été traduites en une vingtaine de langues et sont jouées à travers le monde. Elle a également écrit deux romans pour la jeunesse : Carmen en fugue mineure et Do pour Dolorès, publiés aux Éditions de la courte échelle et aussi traduits en plusieurs langues.   Ses textes ont été salués par de nombreuses récompenses, au Canada et à l’étranger. 
Plusieurs de ses textes ont été produits à la radio en France, en Belgique, en Suisse et en Allemagne.  Les Sept Jours de Simon Labrosse ainsi que Jean et Béatrice ont été adaptés pour la télévision.
Dans la pièce Je pense à Yu,  Carole Fréchette évoque  Yu Dongyue, un journaliste chinois condamné à 20 ans de prison en août 1989, pour avoir jeté de l'encre sur un portrait géant de Mao Zedong  pendant les manifestations de la place Tian'anmen.
La dramaturge s'attache particulièrement à mettre en scène la parole des femmes, y compris quand la maladie la déforme et la rend énigmatique ou pur charabia comme chez la mère aphasique de Small Talk (2014), transformant l'interprétation en spectacle. Ainsi que le note Stéphanie Nutting à propos de cette pièce : « l'action réside dans le mouvement d'un soliloque vers le dialogue, un mouvement qui trace un devenir, un rapprochement, quand le social disloqué devient le lieu d'associations. »
Très active dans le milieu théâtral, Carole Fréchette a été, de 1994 à 1999,  présidente du  Centre des auteurs dramatiques, un organisme voué au développement et à la promotion de la dramaturgie franco-canadienne actuelle. Son théâtre est généralement publié chez Leméac/Actes Sud-Papiers;  deux de ses textes ont paru chez  Lansman; ses romans sont aux Éditions de la courte échelle. Elle reçoit plusieurs prix, dont le prix Siminovitcht  en 2002,.
En 2017, une étude fouillé de son oeuvre paraît sous le titre Carole Fréchette, dramaturge aux éditions Nota Bene.

## Œuvres

### Théâtre
- Baby Blues,  Éditions les Herbes Rouges, Montréal, 1989.
- Les Quatre morts de Marie,  Éditions Actes Sud- Papiers, Arles, 1998
  - Critique: (de) Hans Mahnig, Marc Zitzmann: Dionysien der Vorstadt. Zum Neuanfang des Théâtre Gérard Philipe bei Paris. NZZ, 11. mai 1998
- La peau d’Élisa. Éditions Leméac/ Actes Sud - Papiers, Montréal et Arles, 1998.
- Les sept jours de Simon Labrosse. Éditions Leméac /Actes-Sud Papiers, Montréal et Arles, 1999.
- Le Collier d’Hélène. Éditions Lansman, Carnières, 2002. Réédition 2017
- Violette sur la terre. Éditions Leméac-Actes-Sud Papiers, Montréal et Arles, 2002.
- Jean et Béatrice. Éditions Leméac- Actes-Sud Papiers, Montréal et Arles, 2002.
- Route 1  (pièce courte), in Fragments d’humanité. Éditions Lansman, Carnières, 2004.
- La Pose (pièce courte), in La Famille. Éditions de L’avant-scène – La Comédie Française, Arles, 2007.
- La petite pièce en haut de l’escalier. Éditions Leméac/Actes-Sud Papiers, Montréal et Arles, 2008.
- Sérial Killer et autres pièces courtes. Éditions Leméac/Actes-Sud Papiers, Montréal et Arles, 2008.
- Je pense à Yu, Éditions Leméac/Actes-Sud Papiers, Montréal et Arles, 2012
- Entrefilet, Éditions Leméac/Actes-Sud Papiers, Montréal et Arles, 2012.
- Small talk, /Actes-Sud Théâtre Hors collection, 2014

### Textes traduits
Les quatre morts de Marie
- Traduction espagnole de Mauricio Garcia Lozano, 1998 (Mexique)
- Traduction roumaine de Mircea Ivanescu, 1998
- Traduction allemande de Andreas Jandl, 2000
- Traduction anglaise de John Murrell, dans Carole Fréchette: Three Plays. Playwrights Canada Press, Toronto 2002.

La peau d’Élisa
- Traduction allemande de Andreas Jandl, 2001. Aussi comme pièce radiophonique à Süddeutscher Rundfunk, Stuttgart
  - Critique de la pièce radiophonique: (de) Matthias Schümann: Radio-Tagebuch. Die Schwestern von Quebec. Familienbande und andere Katastrophen: "Vergessen". FAZ, 24. mai 2002
- Traduction anglaise de John Murrell, dans Carole Fréchette : Three Plays, Playwrights Canada Press, Toronto, 2002
- Traduction arabe de Joseph Kodeih
- Traduction espagnole de Daniela Berlante, Éditions Norte+Sur - Bajo la Luna, Buenos Aires, 2004.
- Traduction russe de Nina Khotinskaya, dans Inostrannaya literatura, Moscou, 2008.

Les sept jours de Simon Labrosse
- Traduction anglaise de John Murrell, dans Carole Fréchette : Three Plays, Playwrights Canada Press, Toronto, 2002.
- Traduction roumaine de Aurel Stefanescu, dans Musele Orfane, dramaturgie québechezã, Teatru de ieri si de azi, seria : Teatru Francofon, Éditura Vittorul Românesc, Bucarest, 2003.
- Traduction allemande de Hans Schwarzinger, Felix Bloch Erben Verlag, 2005
- Traduction portugaise de João Lourenço et Vera San Payo de Lemos, 2006
- Traduction  hongroise de Pal Kurucz, 2002

Le collier d’Hélène
- Traduction allemande de Andreas Jandl, 2003.
- Traduction portugaise de Rodrigo Francisco, 2006.
- Traduction anglaise de John Murrell. Éditions Playwrights Canada Press, 2007, Toronto, with John and Beatrice.
- Traduction japonaise de Toyoshi Yoshihara, 2007.
- Traduction lituanienne de Rasa Vasinauskaite, 2007.
- Version russe de Natalie Prosuntsova, 2007.
- Version islandaise de Hrafnhildur Hagalin Gudmundsdottir, 2007.
- Version grecque de Maria Efstathiadi, 2009.

Violette sur la Terre
- Traduction anglaise de John Murrell, 2008.  FORSYTH, Louise H., Anthology of Quebec Women’s Plays in English Translation Vol. 3, 2004-2008, Éditions Playwrights Canada Press, Toronto.
- Traduction grecque de Dimitri Filias, 2011.

Jean et Béatrice
- Traduction espagnole de Mauricio Garcia Lozano, 2002.
- Traduction italienne de Julia Serafini, 2001.
- Traduction russe de Nina Chotinsky, dans Sovremennaja Dramaturgija nº 2, Moscou, avril-juin 2004.
- Traduction allemande de Heinz Schwarzinger. Éditions Felix Bloch Erben Verlag, 2006.
- Traduction anglaise de John Murrell. Éditions Playwrights Canada Press, 2007, Toronto, with Helen’s Necklace.
- Traduction lituanienne de Aleksandras Robinovas, 2007.
- Traduction arménienne de Lusine Yernjakyan, 2007.
- Version turque de Ece Okay Isildar, 2007.
- Traduction croate de Selma Parisi, 2010.
- Traduction grecque de Magdalena Zira, 2011.

La Petite pièce en haut de l’escalier
- Traduction anglaise de John Murrell, 2010.
- Traduction espagnole de Mauricio Garcia Lozano, 2010.
- Traduction grecque de Nikiforos Papandreou, 2010.
- Traduction slovène de Ana Parne, 2010.
- Traduction Albanaise de Erion Hinaj, 2010.

Je pense à Yu
- Traduction anglaise de John Murrell, 2011.
- Traduction allemande de Heinz Schwarzinger, 2011, Felix Bloch Verlag, 2011.
- Traduction catalane d'Elisabet Ràfols, 2015.

### Romans et nouvelles
- "Portrait de Doris en jeune fille", Nouvelle, in Qui a peur de ?..., VLB Éditeur, Montréal 1987.
- Carmen en fugue mineure. Éditions de la courte échelle, Montréal, 1996 (roman pour la jeunesse)
- Do pour Dolorès. Éditions de la courte échelle, Montréal, 1999 (roman pour la jeunesse)

Traduits :
Carmen en fugue mineure
- Traduction chinoise.  Éditions Hai Tian Publishing house, Bei Jing, 1998
- Traduction espagnole de Florencia Fernandes Feijoo, Éditions Cantaro, Buenos Aires, 2002.
- Traduction anglaise de Susan Ouriou, Red Deer Press, Calgary, 2005.

Do pour Dolorès
- Traduction allemande de Rosemarie Griebel-Kruip, Éditions Patmos, Düsseldorf 1999
- Traduction italienne de Luca Scarlini, Buena Vista Editore, Rome 2001
- Traduction anglaise de Susan Ouriou, Red Deer Press, Calgary 2002
- Traduction chinoise. Éditions Beijing publishing House, Beijing 2002
- Traduction arabe. Éditions Elias, Le Caire 2005

## Distinctions
- 1995 : Prix du Gouverneur Général pour Les Quatre morts de Marie
- 1996 : Finaliste au Prix Montréal-Brive pour Carmen en fugue mineure
- 1997 : Finaliste au Prix M. Christie pour Carmen en fugue mineure
- 1997 : Finaliste aux Dora Mavor Moore Awards pour Les Quatre morts de Marie (traduction John Murrell)
- 1998 : Finaliste, Prix du Gouverneur Général pour La Peau d’Élisa
- 1998 : Prix Chalmers Les Quatre morts de Marie à Toronto (traduction John Murrell)
- 1999 : Finaliste, Prix du Gouverneur Général pour Les Sept jours de Simon Labrosse
- 2000 : Sélection White Ravens, Bibliothèque internationale de Munich, Do pour Dolorès
- 2002 : Finaliste, Dora Mavor Moore Awards pour La Peau d’Élisa (traduction John Murrell)
- 2002 : Finaliste, Prix du Gouverneur Général pour Jean et Béatrice
- 2002 : Prix de la Francophonie de la SACD
- 2002 : Prix Élinore et Lou Siminovitch en théâtre
- 2004 : Prix Sony Labou Tansi des lycéens pour Le Collier d’Hélène
- 2005 : Masque meilleure production franco-canadienne pour Jean et Béatrice, Académie Québécoise du Théâtre
- 2008 : Finaliste, Prix du Gouverneur Général pour Serial Killer et autres pièces courtes
- 2009 : Finaliste, Grand Prix de littérature dramatique pour La Petite pièce en haut de l’escalier
- 2014 : Prix du Gouverneur général, théâtre de langue française pour Small Talk